# Municipio de Tecomán
El municipio de Tecomán es uno de los diez municipios en que se encuentra dividido el estado mexicano de Colima, se ubica en el sur del estado y es parte de la zona metropolitana de Tecomán.

## Descripción
Se dice que el territorio de Tecomán estaba habitado por el grupo indígena de los tecos, en el pueblo de Caxitlán, que constituían el grupo más fuerte de la región en el que se supone radicaba el hueytlatoani (cacique dominante). Precisamente en Tecomán los conquistadores tuvieron su primer asentamiento, de lo cual queda registro en la Real Cédula fechada el 26 de junio de 1530, mediante la cual la reina de España, Juana I de Castilla, otorgaba armas para Jerónimo López y que a la letra dice: “Los españoles tuvisteis un gran encuentro de batalla con los naturales que estaban retraídos y fortalecidos en la dicha población de Tucumán (Tecomán), en el cual dicho término se fundó una villa de españoles, en la cual residisteis”.

### Historia
Es importante destacar que el valle de lo que hoy conocemos como Tecomán, era considerado en la época de la colonia el punto neurálgico de la región. Por tal razón, y ante la necesidad de los españoles de controlar a los diferentes grupos indígenas, fue que en 1523 se funda Tecomán; situado a dos leguas del pueblo de Caxitlán y a cinco kilómetros al norte de la actual estación de ferrocarriles del municipio. Con esta acción, obligaron a los indígenas a concentrarse y a fundar un nuevo pueblo, al que llamaron "Santiago de Tecomán". Se dice que el nombre de Santiago lo tomaron del apóstol que veneraban como patrón del hospital, el cual data –aproximadamente– de 1550.
- La evolución de la autoridad de este nuevo pueblo se detecta en los siguientes datos: Santiago de Tecomán se mantuvo como pueblo autóctono hasta finales del siglo XIX; posteriormente, desde el año de 1810, fue dirigido por subdelegados; en 1833, aparecieron los tenientes; luego, en el Porfiriato, surgieron las subprefecturas políticas y en el año de 1914, se inició una nueva etapa al tener la Junta Municipal su primer presidente. A mediados del siglo XX se registran interesantes acontecimientos económicos y demográficos: que llevan a un nuevo cambio al pueblo de Tecomán: el 26 de enero de 1952 le otorgan el rango de ciudad. Estos acontecimientos importantes inician en 1951, cuando llegó a Tecomán la Comarca Lagunera que se dedicaba a la siembra del algodón; con lo que Tecomán se convirtió en un punto de atracción para los trabajadores agrícolas que migraban con la intención de laborar en la siembra de este cultivo; ocasionando que se acelerara el crecimiento económico, demográfico y urbano. Por aquella época la población ya sumaba los 10 mil habitantes, lo que permitió a las autoridades promover con éxito instituir a Tecomán como ciudad.
- A mediados del siglo XX se registran interesantes acontecimientos económicos y demográficos: que llevan a un nuevo cambio al pueblo de Tecomán: el 26 de enero de 1952 le otorgan el rango de ciudad. Estos acontecimientos importantes inician en 1951, cuando llegó a Tecomán la Comarca Lagunera que se dedicaba a la siembra del algodón; con lo que Tecomán se convirtió en un punto de atracción para los trabajadores agrícolas que migraban con la intención de laborar en la siembra de este cultivo; ocasionando que se acelerara el crecimiento económico, demográfico y urbano. Por aquella época la población ya sumaba los 10 mil habitantes, lo que permitió a las autoridades promover con éxito instituir a Tecomán como ciudad.

### Toponimia
Para mayor información del escudo de Tecomán, ver el artículo: Escudo de Tecomán
La palabra Tecomán es de origen náhuatl. Se compone de los términos Tecol o Tecolli que significa abuelo; man que quiere decir lugar; por lo tanto ambos vocablos conforman la frase "el lugar de nuestros abuelos".

## Demografía
De acuerdo con los resultados del Censo de Población y Vivienda realizado en 2020 por el Instituto Nacional de Estadística y Geografía, el municipio de Tecomán tiene una totalidad de 116,305 habitantes, de los cuales 57,829 son hombres y 58,476 son mujeres.

### Localidades
En el censo de 2020 el municipio de Tecomán contaba con 384 localidades.
| Código INEGI      | Localidad           | Población (2020) |
| ----------------- | ------------------- | ---------------- |
| 060090001         | Tecomán             | 88 337           |
| 060090025         | Cerro de Ortega     | 9 309            |
| 060090011         | Colonia Bayardo     | 5 393            |
| 060090080         | Madrid              | 3 281            |
| 060090028         | Cofradía de Morelos | 2 558            |
| 060090017         | Caleras             | 1 733            |
| Otras localidades | Otras localidades   | 5 694            |
| Total municipal   | Total municipal     | 116 305          |

## Geografía

### Clima
En el municipio de Tecomán predominan los climas semiseco muy cálido, cálido al norte y centro del municipio; al sur, cálido subhúmedo. La temperatura media anual es de 26 °C, con una precipitación media anual de 484.9 milímetros cuyo régimen de lluvias principalmente ocurre en verano. La vegetación que predomina en los cerros está formada por xolocoáhuitl, habillo, mojo, guásima, tepemezquite, asmol, llorasangre, timúchil, coliguana, granjén, otate, etc. La parte del valle fue reforestada con plantaciones de palmeras, frutales, limón y otros cultivos; se dan las maderas para construcción. La fauna la forman estas especies: coyote, jabalí, tejón, ardilla, iguana, peces del río, caimanes en esteros y lagunas; aves como la güilota y la chachalaca. No existen áreas naturales protegidas. Los suelos, en su mayoría, son de origen aluvial aunque de diferente modo de formación, pues se tienen los que se constituyeron por las crecientes de los ríos Armería y Coahuayana, por los depósitos de arena del océano y los que fueron intercalados con sedimentos de origen marítimo. Su principal uso es de tipo agrícola. Existen minerales de caliza-lutita y puzolana.

### Ecosistema
En el municipio de Tecomán predominan los climas semiseco muy cálido, cálido al norte y centro del municipio; al sur, cálido subhúmedo. La temperatura media anual es de 26 °C, con una precipitación media anual de 484.9 milímetros cuyo régimen de lluvias principalmente ocurre en verano.
- La vegetación que predomina en los cerros está formada por xolocoáhuitl, habillo, mojo, guásima, tepemezquite, asmol, llorasangre, timúchil, coliguana, granjén, otate, etc. La parte del valle fue reforestada con plantaciones de palmeras, frutales, limón y otros cultivos; se dan las maderas para construcción. La fauna la forman estas especies: coyote, jabalí, tejón, ardilla, iguana, peces del río, caimanes en esteros y lagunas; aves como la güilota y la chachalaca. No existen áreas naturales protegidas.
- Los suelos, en su mayoría, son de origen aluvial aunque de diferente modo de formación, pues se tienen los que se constituyeron por las crecientes de los ríos Armería y Coahuayana, por los depósitos de arena del océano y los que fueron intercalados con sedimentos de origen marítimo. Su principal uso es de tipo agrícola. Existen minerales de caliza-lutita y puzolana.

### Turismo
Entre los sitios turísticos más concurridos por el turismo local, regional y nacional en el municipio de Tecomán, se encuentran: Playa de “El Real” ubicada a 10 km al sur de Tecomán; es de mar abierto y aguas profundas que facilitan la práctica del surfing; Playa “Boca de Pascuales”, localizada a 12 km de la ciudad de Tecomán, también de mar abierto, sus azules aguas profundas y de oleaje fuerte, la hacen igualmente propicia para la práctica del surfing. Estos dos sitios también son típicos y tradicionales por los establecimientos de alimentos especializados en mariscos, los cuales tienen los peculiarmente tropicales techos de palapas (conocidos en la zona como “ramadas”), donde se pueden disfrutar deliciosos platillos a base de productos del mar, tales como: langostinos al mojo de ajo, filete de pescado relleno, caldo de iguana, pescado “a la talla”, pescado “zarandeado”, ceviche, mollos, camarones empanizados, jaiba al mojo de ajo, tacos de frijoles a las brasas, cocada, limón relleno de coco, mango enmielado, coco con ginebra, tuba, etc.

### Topografía
Tiene dos zonas bien definidas: la costera conocida como el Valle de Tecomán. Es una franja que abarca el 60 por ciento (478 km) de la superficie total. Tiene 30 kilómetros de litoral, 17 kilómetros en su parte más ancha tierra adentro y ocho kilómetros la más angosta. La superficie restante, 356 km² la forman las estribaciones de la Sierra Madre Occidental, cuyas principales elevaciones son las faldas del Cerro de Partida o de Tecolapa, con 1,200 m s. n. m., el Cerro San Miguel con 1,100 m s. n. m., el Cerro de Callejones y el Cerro Cabeza de Toro.

### Hidrografía
Al noroeste del municipio se encuentra el trabajo Río Armería y al sudeste el Coahuayana. Existen en la planicie costera dos lagunas: la de Alcuzahue que cubre un área de 160 ha y la de Amela que tiene una capacidad de almacenamiento de 30 millones de m³. En la costa se localizan los esteros de El Real, Guazango, Tecuanillo y El Chupadero. Cerca de Madrid nacen los manantiales de Guaracha.

### Religión
La imagen de la Virgen de la Candelaria fue traída por los misioneros españoles que llegaron con los conquistadores a Caxitlán, lugar donde empezó la veneración a la imagen. Cuenta la gente del lugar que en 1800 hubo un gran incendio en Caxitlán que destruyó el templo donde se veneraba a la Virgen de la Candelaria, y que en 1820 el poblado fue asaltado y quemado nuevamente por los insurgentes, acabando con lo que quedaba, por lo que se decidió llevar a la Virgen al templo de Santo Santiago de Tecomán, a quien los tecomenses festejaban cada 25 de julio; en su honor se llevaban a cabo fiestas anuales que tenían como características ser festejos “de indios”. Poco a poco los habitantes de Tecomán empezaron a venerar a esa imagen, que desde 1876, la sacan en andas el día 2 de febrero de cada año por la tarde; ésta es acompañada por un desfile de carros alegóricos representando alguna cita bíblica. En años remotos el recorrido era corto y las calles de arena, por lo que los fieles hacían el recorrido de rodillas y portando una vela. Las fiestas inician el día 26 de enero con una procesión donde los residentes del lugar visten a sus niños de ángeles y los pasean por las principales calles un domingo antes de esa fecha. Las fiestas terminan un sábado después del 2 de febrero con una peregrinación hacia la playa de Pascuales.

### Cultura
En el municipio se encuentran tumbas prehispánicas en el cerro de Caleras y en la Laguna de Alcuzahue. Existe un busto en honor de don Miguel Hidalgo, ubicado en la colonia que lleva su nombre; otro busto, dedicado al mismo personaje, en el jardín principal de la cabecera municipal. Monumento a Don Benito Juárez en la escuela primaria que lleva su nombre. También hay un monumento dedicado al Gral. Lázaro Cárdenas, ubicado en el parque del mismo nombre; así como otro monumento en honor del Profr. Gregorio Torres Quintero, en la escuela secundaria federal n.º 1. El “Rancho San Ángel”, localizado al norte de la cabecera municipal, probablemente sea la construcción más antigua de Tecomán, cuya existencia comprobada es de 150 años, la cual es representativa de la arquitectura de la costa Tecomán cuenta con una Casa de la Cultura en la cabecera municipal. Tiene anexo un pequeño museo de cerámica precolombina; ahí se imparten diversas actividades como danza folklórica, escénica y hawaiana; igualmente hay clases de canto, dibujo y piano, entre otras; éstas son frecuentadas por los niños y jóvenes del lugar. También cuenta con una  transferencia biblioteca donde los jóvenes pueden hacer uso de las diferentes bibliografías y computadoras con Internet. A un costado se encuentra la escultura llamada El árbol de la vida o El Limonero, diseñada por el famoso escultor Sebastián; se le considera ahora como un emblema posmoderno de la ciudad el cual recibe a todo aquel visitante que llega a este municipio, pero también representa el esfuerzo de los productores de limón, por mantener el título que dignamente esta ciudad se ha ganado como “La capital mundial del limón mexicano”.
- Agricultura. Los principales productos agrícolas principales el coco, mango, tamarindo, plátano y limón, convirtiendo este último a Tecomán en la "Capital mundial del limón mexicano" por su calidad y volumen de producción.
- Ganadería. Ha contribuido a la economía del municipio, pues se crían ganado bovino, porcino, ovino, caprino y la apicultura.
- Industria. La agroindustria es la actividad que ha colocado a Tecomán en niveles de competencia nacional e internacional. Destacando las empresas que transforman el limón, fruto típico de la región y de alta calidad. Del limón se aprovecha prácticamente todo: de la hoja se obtiene aceite; de la cáscara se realiza mermelada y se obtienen pectinas y por supuesto, el jugo, al que se le dan diversos usos. Por todos sus atractivos este producto ha logrado exportarse a otros países, lo cual ha dejado ganancias económicas muy favorables en Tecomán.
- Minería. En cuanto a la actividad minera, se encuentran yacimientos de dolomita, yeso y las calizas que explota la cementera.

### Tradiciones
• Festejo del aniversario del nombramiento de ciudad el 23 de enero.
Es uno de los festejos más importantes que se realizan en la ciudad de Tecomán debido a que ese día lo que era un poblado obtuvo la categoría de “ciudad” debido al gran desarrollo poblacional, económico, arquitectónico y turístico que obtuvo.
• Feria Costeña que se celebra del 24 de enero al 2 de febrero.
Son los festejos que se realizan en donde se hacen exposiciones de tipo ganadero, agrícola y comercial. Es una feria popular a la que personas de Tecomán y de otras regiones asisten todos los años. Dicho evento se realiza con el fin de dar a conocer los diferentes productos y servicios de cada sector.
• Festejo a la Virgen de la Candelaria el 2 de febrero.
Dicho festejo es uno de los más importantes que se realizan en Tecomán y en muchas partes de la República Mexicana. Es una tradición propia de las personas que profesan la religión católica, sin embargo es básico señalar que en la actualidad el festejo del día de la Candelaria se ha extendido a todo el país y muchas personas festejan ese día como parte de una tradición o costumbre mexicana.
Las bases del festejo se inician el 6 de enero cuando una familia o amigos reunidos parten la tradicional rosca de reyes y las personas que obtengan en su rebanada una figurita blanca que representa al niño Jesús son las que tendrán que ser “padrinos” y la celebración se lleva a cabo el día 2 de febrero en donde las mismas personas reunidas para la rosca (y otras más) se vuelven a reunir para festejar a la Virgen de la Candelaria.
El festejo tradicional básicamente consiste en comer tamales y atole, aunque algunas veces también comen mole poblano. El día de la Candelaria es un festejo meramente tradicional que todos los años se realiza en las casas de las familias.
• Feria Taurina del 5 al 15 de febrero.
Es una feria donde se cuenta con la participación de los toros como elemento principal. También se realiza un desfile de jinetes y mojigangas. La feria se lleva a cabo en un lugar especial dado que los toros son animales peligrosos. La protección y seguridad en los eventos es una parte fundamental y en este caso el gobierno municipal es el encargado de desplegar elementos de seguridad en toda la feria.
El espectáculo contempla la famosa corrida de toros, espectáculo meramente español del siglo XII cuya popularidad se extendió en México y en otros países. Cabe señalar que los toros tienen un carácter tradicional y es un festejo de moda (en algunas regiones) que reúne a cientos de personas aficionadas a este tipo de ambiente.
• Festejo a San Isidro el 15 de mayo.
Es un festejo de la Iglesia católica y las personas de Tecomán y de algunas partes del estado de Colima festejan a San Isidro Labrador por ser un santo milagroso. El festejo consiste en la reunión de muchas personas en la iglesia de la región en donde se llevan a cabo misas especiales y se veneran las imágenes de San Isidro en las procesiones que realizan.
• Festejo al Santo Santiago, patrono de la parroquia de Tecomán el 25 de julio.
Es una celebración de tipo religiosa que consiste en la realización de peregrinaciones en las calles, bailes populares y juegos pirotécnicos. El festejo sólo dura un día pero reúne a muchas personas que profesan la religión católica.
• Festejo a la Virgen de Guadalupe el 12 de diciembre.
Es una celebración de la religión católica que no sólo se lleva a cabo en la ciudad de Tecomán, sino que en toda la República Mexicana se celebra y venera a la Virgen de Guadalupe por ser la Patrona de México, nombrada así por el Papa Juan Pablo II.
Los festejos a la Virgen son tradicionales del país y éstos se realizan con misas especiales en su nombre y peregrinaciones. Los católicos demuestran su amor y fe a la virgen, así mismo piden milagros, la admiran y le rinden honores religiosos en cada misa que se hace.
Es preciso saber que la raíz de dicho festejo se debe a que la Virgen de Guadalupe se le apareció varias veces al indio Juan Diego (hombre humilde y piadoso) en el cerro del Tepeyac, ella le pidió que hicieran un templo en su nombre para que las personas que tuvieran fe en ella pudieran visitarla en un lugar especial para calmar sus aflicciones. Es así como se construyó la famosa Basílica en la Ciudad de México.
Debido a lo anterior, en todo el país se festeja a la Virgen de Guadalupe el 12 de diciembre en donde todos los creyentes de ésta se reúnen en iglesias para alabarla. Dicho festejo logra reunir a toda la familia por ser un día especial de amor, fe y paz.
Limita al norte con Coquimatlán y Colima, al sur con el Océano Pacífico, al este con Ixtlahuacán, al oeste con Armería y al sudeste con el Estado de Michoacán

### Límites municipales
Tiene límites administrativos con los siguientes municipios y/o accidentes geográficos, según su ubicación:
| Noroeste: Armería      | Norte: Coquimatlán, Colima, Ixtlahuacán |                                           |
| Oeste: Océano Pacífico |                                         | Este: Ixtlahuacán, Coahuayana (Michoacán) |
|                        | Sur: Océano Pacífico                    | Sureste: Coahuayana (Michoacán)           |